# Percy Girouard

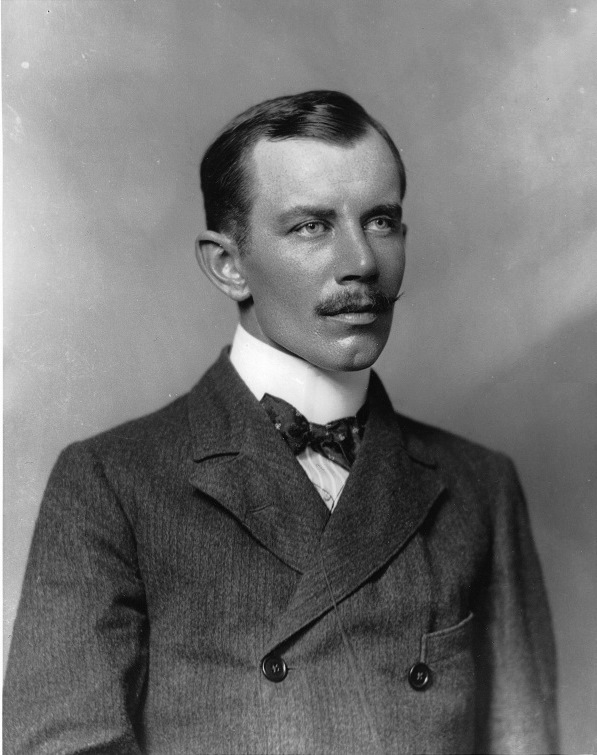
Percy Girouard.

Sir Édouard Percy Cranwill Girouard, född 26 januari 1867 i Montréal, död 26 september 1932 i London, var en kanadensisk-brittisk militär. 
Girouard blev officer 1888, utmärkte sig vid fälttågen i Sudan 1896–1898 som direktör för järnvägarna där och var under andra boerkriget 1899–1902 direktör för de sydafrikanska järnvägarna. Efter kriget var han till 1904 chef för järnvägarna i Transvaal och Oranjekolonin, var 1907–1908 high commissioner i Norra Nigeriaprotektoratet och 1909–1912 guvernör i Brittiska Östafrika. I armén nådde han överstes grad och erhöll knightvärdighet 1900. 
Girouard blev 1912 en av direktörerna för firman Armstrong, Whitworth & Co:s vapenfabriker i Newcastle upon Tyne och ledde under första världskriget från 1915, närmast under David Lloyd George, som generaldirektör för ammunitionstillverkningen organiseringen av den brittiska krigsförnödenhetsindustrin.